# Sophie de Bawr
Alexandrine-Sophie Goury de Champgrand, par mariage comtesse de Saint-Simon, puis baronne de Bawr, née le 8 octobre 1773 à Paris où elle est morte le 31 décembre 1860, est une femme de lettres française, compositrice, autrice dramatique et autrice de romans pour la jeunesse. Elle a pris pour pseudonyme M. François, avant d’utiliser Mme de Bawr.

## Biographie
Sophie de Champgrand est la fille illégitime du baron Charles-Jean Goury de Champgrand et de la chanteuse d'opéra Madeleine-Virginie Vian. Son père, qui a combattu pendant la Guerre de Sept Ans, est l'auteur de plusieurs ouvrages de chasse, dont un Traité de vénerie et de chasse (1769)  et un Almanach du chasseur (1773). Sophie de Champgrand a pour marraine la cantatrice Sophie Arnould et reçoit donc le même nom de baptême. Sa mère quitte le baron de Champgrand lorsque la petite Sophie a deux ans et part poursuivre sa carrière en Russie, où la vie mondaine est fort brillante. C'est donc son père qui s'occupe de l'éducation de la petite fille et elle reçoit une excellente instruction. Elle prend des cours de composition auprès de Grétry, des cours d'harmonie et de musique auprès du non moins célèbre Boieldieu. Elle apprend le chant auprès de Garat et d'Elleviou. La jeune fille chante et joue ses propres compositions devant les invités du salon de son père.
La Révolution signe la ruine de la famille qui perd tous ses biens. En tant qu'aristocrate et que proche du duc d'Orléans, le baron de Champgrand est condamné à la prison en 1793. Il semble que cette même année Sophie de Champgrand ait épousé Louis-Camille-Jules de Rohan-Rochefort, mais il est guillotiné quelques mois plus tard et la famille de Rohan ne reconnaît pas leur mariage secret. Un enfant né de cette union meurt en 1797. Le baron de Champgrand meurt lui-même en 1799 des suites de son emprisonnement. Ruinée, sa fille vit d'abord chez Grétry et compose des pièces chantées qui sont interprétées par Garat et connaissent un tel succès qu'elle peut ainsi gagner sa vie.
À vingt-huit ans, Sophie de Champgrand épouse le 7 août 1801 le comte Henri de Saint-Simon, qui en a quarante-et-un, et tient un salon qui réunit des hommes de lettres brillants et des musiciens réputés, mais au bout d'un an elle divorce du futur « prophète » du saint-simonisme pour se marier avec un aristocrate allemand de la Baltique, le baron de Bawr, mais celui-ci fait bientôt faillite et elle doit vivre de sa plume. Le baron de Bawr meurt tragiquement en 1812, écrasé, en traversant la rue, par une voiture qui transportait des pierres. La baronne de Bawr obtient une pension à vie en 1816 auprès de Louis XVIII, en reconnaissance de ses succès au théâtre, ce qui enfin va mettre fin à ses difficultés financières.
Elle écrit de nombreux ouvrages qu'elle signe baronne de Bawr, à l'exception de ses trois premières comédies qu'elle signa du pseudonyme de François.

## Œuvre
Ruinée par la Révolution, elle doit pendant toute sa vie vivre de sa plume. Le directeur du théâtre de l'Ambigu-Comique joue un rôle important en soutenant son œuvre théâtrale et ses compositions musicales. Les Chevaliers du lion remportent un immense succès à l'affiche pendant deux ans à l'Ambigu-Comique et sont même joués en Allemagne dès 1804. De même, son mélodrame musical, Léon connaît un grand succès en 1811. Nombre de ses pièces sont jouées par le grand Talma ce qui contribue évidemment à leur popularité. De même Mademoiselle Mars joue ses rôles principaux, comme dans La Suite d'un bal masqué ou La Méprise, joués entre 1813 et 1815.
À côté des pièces de théâtre, la baronne de Bawr se lance aussi dans l'écriture de romans historiques et de livres pour la jeunesse. Son Histoire de la musique est publiée en 1823 dans l'Encyclopédie des dames, faisant d'elle la première historienne de la musique de son époque; cet ouvrage est fort apprécié de ses contemporains par la quantité de détails, la clarté de son exposé et l'objectivité de sa critique. Il est traduit en allemand en 182̟6. Lorsqu'en 1835 Mademoiselle Mars refuse un rôle dans Charlotte Brown, la baronne de Bawr, mortifiée, met fin à sa carrière d'auteur dramatique. Son livre Soirées des jeunes personnes, qui fait la narration de contes moraux pour enfants, est primé par l'Académie française en 1852. Elle fait paraître ses Mémoires un an plus tard; elle y décrit notamment son amitié pour Madame Vigée Le Brun et pour d'autres personnalités de son temps.

## Publications
Romans et nouvelles
- Auguste et Frédéric, 2 vol., 1817 Tome 1 en ligne
- Le Novice, 4 vol., 1830 Texte en ligne 1 2 3 4
- Raoul, ou l'Énéïde, 1832
- Histoires fausses et vraies, 1835 Texte en ligne

- Les Flavy, 2 vol., 1838
- La Fille d'honneur, 2 vol., 1841 Tome 2 en ligne
- Robertine, 1842
- Sabine, 2 vol., 1844 Tome 2 en ligne
- Un Mariage de finance, 2 vol., 1847 Tome 1 en ligne
- La Famille Récour, 2 vol., 1849 Tome 2 en ligne
- La Romance de Nina, 1851
- Cecilia, ou Mémoires d'une héritière, imités de l'anglais de Fanny Burney, 7 vol., 1852
- Nouveaux Contes pour les enfants, 1855
- Une existence parisienne, 3 vol., 1859 Texte en ligne 1 2 3
- Donato et sa lanterne magique, 1860

Théâtre
- Le Rival obligeant, comédie en un acte en prose, Paris, Ambigu-Comique, 3 juillet 1794
- Argent et Adresse, ou le Petit Mensonge, comédie en un acte et en prose, Paris, théâtre Louvois, 9 avril 1802 Texte en ligne
- Les Chevaliers du lion, mélodrame en 3 actes, à grand spectacle, Paris, Ambigu-Comique, 4 juin 1804
- L'Argent du voyage, ou l'Oncle inconnu, comédie en un acte et en prose, Paris, Odéon, 1er mai 1809
- Le Double Stratagème, comédie en 1 acte et en prose, Paris, Ambigu-Comique, 23 juillet 1811
- Léon, ou le Château de Montaldi, mélodrame en 3 actes, à spectacle, Paris, Ambigu-Comique, 22 octobre 1811
- La Suite d'un bal masqué, comédie en 1 acte et en prose, Paris, Théâtre-Français, 9 avril 1813 Texte en ligne
- Charlotte Brown, comédie en 1 acte et en prose, Paris, Théâtre-Français, 7 avril 1835
- Le Petit Commissionnaire, comédie en un acte, 1838

Varia
- Cours de littérature ancienne, extrait de La Harpe, et dégagé des parties les plus abstraites, 4 vol., 1821
- Histoire de la musique, 1823
- Histoire de Charlemagne commençant a l'avènement de Pépin au trône, 1829 Texte en ligne
- Soirées des jeunes personnes, 1852
- Mes Souvenirs, 1853 Texte en ligne